# Tornei di tennis maschili nel 1940
Prima della nascita della cosiddetta "Era Open" del tennis, ossia l'apertura ai tennisti professionisti dei tornei che prima di quell'anno erano riservati ai tennisti dilettanti. Nel 1940 i tornei si distinguevano in pro e amatoriali: ai primi potevano partecipare solo i giocatori professionisti, mentre ai secondi potevano partecipare solo i tennisti dilettanti. Tutti i tornei più importanti erano amatoriali tra questi c'erano i tornei del Grande Slam. A causa della seconda guerra mondiale la maggior parte dei tornei furono cancellati, gli altri si disputarono lontano dagli scenari bellici: tra questi c'erano lo U.S. National Championships e gli Australian Championships unici tornei dello Slam disputati durante la guerra.

## Calendario

### Legenda
| Tornei amatoriali       |
| Tornei professionistici |

### Gennaio
| Settimana  | Torneo                                                                         | Vincitore                                | Finalista                    | Semifinalisti | Eliminati ai quarti |
| ---------- | ------------------------------------------------------------------------------ | ---------------------------------------- | ---------------------------- | ------------- | ------------------- |
| 1º gennaio | South Australian Championships 1940 Adelaide, Australia Singolare - Doppio     | Adrian Quist 6-3, 7-5, 1-6, 6-1          | Harry Hopman                 |               |                     |
| 1º gennaio | South Australian Championships 1940 Adelaide, Australia Singolare - Doppio     |                                          |                              |               |                     |
| 9 gennaio  | Dixie Championships 1940 Tampa, USA Singolare - Doppio                         | Bryan Grant 1-6 6-2 6-1 3-6 6-3          | Bobby Riggs                  |               |                     |
| 9 gennaio  | Dixie Championships 1940 Tampa, USA Singolare - Doppio                         |                                          |                              |               |                     |
| 15 gennaio | Florida State Championships 1940 Orlando, USA Singolare - Doppio               | Elwood Cooke 6-4 6-1 6-4                 | Henry J. Prusoff             |               |                     |
| 15 gennaio | Florida State Championships 1940 Orlando, USA Singolare - Doppio               |                                          |                              |               |                     |
| 22 gennaio | Florida West Coast Championships 1940 Saint Petersburg, USA Singolare - Doppio | Elwood Cooke 6-4 6-1 6-1                 | Edward Alloo                 |               |                     |
| 22 gennaio | Florida West Coast Championships 1940 Saint Petersburg, USA Singolare - Doppio |                                          |                              |               |                     |
| 28 gennaio | South Florida Championships 1940 Miami, USA Singolare - Doppio                 | Bobby Riggs 6-1 7-5 6-2                  | Henry J. Prusoff             |               |                     |
| 28 gennaio | South Florida Championships 1940 Miami, USA Singolare - Doppio                 |                                          |                              |               |                     |
| 29 gennaio | Australian Championships 1940 Sydney, Australia Singolare - Doppio             | Adrian Quist 6-3 6-1 6-2                 | Jack Crawford                |               |                     |
| 29 gennaio | Australian Championships 1940 Sydney, Australia Singolare - Doppio             | John Bromwich Adrian Quist 6-3, 7-5, 6-1 | Jack Crawford Vivian McGrath |               |                     |
| 30 gennaio | Torneo di Montevideo 1940 Montevideo, Uruguay Singolare - Doppio               | Elwood Cooke 6-2 6-4 8-6                 | Frank Guernsey               |               |                     |
| 30 gennaio | Torneo di Montevideo 1940 Montevideo, Uruguay Singolare - Doppio               |                                          |                              |               |                     |

### Febbraio
| Settimana   | Torneo                                                                               | Vincitore                       | Finalista                    | Semifinalisti | Eliminati ai quarti |
| ----------- | ------------------------------------------------------------------------------------ | ------------------------------- | ---------------------------- | ------------- | ------------------- |
| 4 febbraio  | Florida Invitational 1940 Pensacola, USA Singolare - Doppio                          | Bobby Riggs 1-6 2-6 6-3 6-3 6-4 | Gardnar Mulloy               |               |                     |
| 4 febbraio  | Florida Invitational 1940 Pensacola, USA Singolare - Doppio                          |                                 |                              |               |                     |
| 12 febbraio | Roney Plaza Invitational 1940 Miami Beach, USA Singolare - Doppio                    | Bobby Riggs 6-0 7-5 6-2         | Gardnar Mulloy               |               |                     |
| 12 febbraio | Roney Plaza Invitational 1940 Miami Beach, USA Singolare - Doppio                    |                                 |                              |               |                     |
| 18 febbraio | South Atlantic Championships 1940 Daytona Beach, USA Singolare - Doppio              | Bobby Riggs 0-6 5-7 6-2 6-3 6-3 | Harold Surface               |               |                     |
| 18 febbraio | South Atlantic Championships 1940 Daytona Beach, USA Singolare - Doppio              |                                 |                              |               |                     |
| 25 febbraio | South Eastern Pro Championships 1940 Miami Beach, USA Terra rossa Singolare - Doppio | Don Budge 6-2 6-3 6-4           | Fred Perry                   |               |                     |
| 25 febbraio | South Eastern Pro Championships 1940 Miami Beach, USA Terra rossa Singolare - Doppio | Don Budge Fred Perry            | Bill Tilden Vincent Richards |               |                     |

### Marzo
| Settimana | Torneo                                                                        | Vincitore                       | Finalista                    | Semifinalisti | Eliminati ai quarti |
| --------- | ----------------------------------------------------------------------------- | ------------------------------- | ---------------------------- | ------------- | ------------------- |
| marzo     | South African Championships 1940 Johannesburg, Sudafrica Singolare - Doppio   | Eric Sturgess 6-2 2-6 6-0 6-2   | Robert Henry Maxwell Bertram |               |                     |
| marzo     | South African Championships 1940 Johannesburg, Sudafrica Singolare - Doppio   |                                 |                              |               |                     |
| 2 marzo   | US Indoors 1940 New York, USA Parquet indoor Singolare - Doppio               | Bobby Riggs 3-6 6-1 6-4 2-6 6-2 | Don McNeill                  |               |                     |
| 2 marzo   | US Indoors 1940 New York, USA Parquet indoor Singolare - Doppio               |                                 |                              |               |                     |
| 10 marzo  | Finnish Relief Pro Championships 1940 New York, USA Singolare - Doppio        | Fred Perry 4-6 6-3 6-3          | Don Budge                    |               |                     |
| 10 marzo  | Finnish Relief Pro Championships 1940 New York, USA Singolare - Doppio        |                                 |                              |               |                     |
| 16 marzo  | Bermuda International Championships 1940 Hamilton, Bermuda Singolare - Doppio | Elwood Cooke 6-1 7-5 6-3        | Gardnar Mulloy               |               |                     |
| 16 marzo  | Bermuda International Championships 1940 Hamilton, Bermuda Singolare - Doppio |                                 |                              |               |                     |
| 22 marzo  | Coral Beach Club Invitation 1940 Coral Beach, USA Singolare - Doppio          | Don McNeill 6-8 6-4 6-4 6-4     | Elwood Cooke                 |               |                     |
| 22 marzo  | Coral Beach Club Invitation 1940 Coral Beach, USA Singolare - Doppio          |                                 |                              |               |                     |

### Aprile
| Settimana | Torneo                                                                                      | Vincitore                     | Finalista                                                           | Semifinalisti | Eliminati ai quarti |
| --------- | ------------------------------------------------------------------------------------------- | ----------------------------- | ------------------------------------------------------------------- | ------------- | ------------------- |
| aprile    | Chilean National Championships 1940 Santiago, Cile Singolare - Doppio                       | Pancho Segura 4-6 6-4 6-0     | Salvador Deik                                                       |               |                     |
| aprile    | Chilean National Championships 1940 Santiago, Cile Singolare - Doppio                       |                               |                                                                     |               |                     |
| aprile    | Campionati Internazionali di Sicilia 1940 Palermo, Italia Singolare - Doppio                | József Asbóth 6-0 7-5 6-4     | George Lyttleton Rogers                                             |               |                     |
| aprile    | Campionati Internazionali di Sicilia 1940 Palermo, Italia Singolare - Doppio                |                               |                                                                     |               |                     |
| aprile    | New South Wales Hard Court Championships 1940 Dubbo, Australia Singolare - Doppio           | Jack Crawford                 |                                                                     |               |                     |
| aprile    | New South Wales Hard Court Championships 1940 Dubbo, Australia Singolare - Doppio           |                               |                                                                     |               |                     |
| 8 aprile  | West Coast Pro Championships 1940 Los Angeles, USA Cemento Singolare - Doppio               | Fred Perry Round Robin        | Don Budge Ellsworth Vines Bill Tilden Keith Gledhill Lester Stoefen |               |                     |
| 8 aprile  | West Coast Pro Championships 1940 Los Angeles, USA Cemento Singolare - Doppio               |                               |                                                                     |               |                     |
| 16 aprile | Australian Hard Court Championships 1940 Hobart, Australia Singolare - Doppio               | John Bromwich 6-1 4-6 6-2 6-2 | Jack Crawford                                                       |               |                     |
| 16 aprile | Australian Hard Court Championships 1940 Hobart, Australia Singolare - Doppio               |                               |                                                                     |               |                     |
| 21 aprile | North & South Pro Championships 1940 Pinehurst, USA Terra rossa Singolare - Doppio          | Don Budge 6-0 6-3 6-0         | Dick Skeen                                                          |               |                     |
| 21 aprile | North & South Pro Championships 1940 Pinehurst, USA Terra rossa Singolare - Doppio          |                               |                                                                     |               |                     |
| 22 aprile | River Oaks International Tennis Tournament 1940 Houston, USA Terra rossa Singolare - Doppio | Bobby Riggs 7-5 6-3 7-5       | Bryan Grant                                                         |               |                     |
| 22 aprile | River Oaks International Tennis Tournament 1940 Houston, USA Terra rossa Singolare - Doppio |                               |                                                                     |               |                     |
| 27 aprile | Queensland Championships 1940 Brisbane, Australia Singolare - Doppio                        | Adrian Quist 6-4 8-6 7-5      | Jack Crawford                                                       |               |                     |
| 27 aprile | Queensland Championships 1940 Brisbane, Australia Singolare - Doppio                        |                               |                                                                     |               |                     |
| 28 aprile | U.S. Open 1940 Greenbrier, USA Terra rossa Singolare - Doppio                               | Don Budge 5-7 6-4 6-3 6-3     | Bruce Barnes                                                        |               |                     |
| 28 aprile | U.S. Open 1940 Greenbrier, USA Terra rossa Singolare - Doppio                               |                               |                                                                     |               |                     |

### Maggio
| Settimana | Torneo                                                                     | Vincitore                                       | Finalista                 | Semifinalisti | Eliminati ai quarti |
| --------- | -------------------------------------------------------------------------- | ----------------------------------------------- | ------------------------- | ------------- | ------------------- |
| maggio    | Southern California Championships 1940 Los Angeles, USA Singolare - Doppio | Frederick Ted Rudolph Schroeder 2-6 6-2 7-5 7-5 | Owen Anderson             |               |                     |
| maggio    | Southern California Championships 1940 Los Angeles, USA Singolare - Doppio |                                                 |                           |               |                     |
| 5 maggio  | Torneo di Fordham 1940 Fordham, USA Singolare - Doppio                     | Irvin Sherrod Dorfman                           | non conosciuta (bandiera) |               |                     |
| 5 maggio  | Torneo di Fordham 1940 Fordham, USA Singolare - Doppio                     |                                                 |                           |               |                     |
| 6 maggio  | Hot Springs Invitation 1940 Hot Springs, USA Singolare - Doppio            | Archie Henderson 6-1 4-6 6-0 6-3                | Charles Hare              |               |                     |
| 6 maggio  | Hot Springs Invitation 1940 Hot Springs, USA Singolare - Doppio            |                                                 |                           |               |                     |
| 25 maggio | Connecticut State Championships 1940 New Haven, USA Singolare - Doppio     | John G. Mahoney 6-1 3-6 8-10 6-0 6-2            | Martin Buxby              |               |                     |
| 25 maggio | Connecticut State Championships 1940 New Haven, USA Singolare - Doppio     |                                                 |                           |               |                     |

### Giugno
| Settimana | Torneo                                                                          | Vincitore                              | Finalista                    | Semifinalisti | Eliminati ai quarti |
| --------- | ------------------------------------------------------------------------------- | -------------------------------------- | ---------------------------- | ------------- | ------------------- |
| giugno    | Berlin Championships 1940 (Red White Club) Berlino, Germania Singolare - Doppio | Henner Henkel                          | non conosciuta (bandiera)    |               |                     |
| giugno    | Berlin Championships 1940 (Red White Club) Berlino, Germania Singolare - Doppio |                                        |                              |               |                     |
| 2 giugno  | River Plate Championships 1940 Buenos Aires, Argentina Singolare - Doppio       | Alcides Procopio 6-4 6-2 4-6 7-5       | Efrain Gonzalez              |               |                     |
| 2 giugno  | River Plate Championships 1940 Buenos Aires, Argentina Singolare - Doppio       |                                        |                              |               |                     |
| 9 giugno  | New England Championships 1940 Hartford, USA Singolare - Doppio                 | Ladislav Hecht                         | Joseph Fishbach              |               |                     |
| 9 giugno  | New England Championships 1940 Hartford, USA Singolare - Doppio                 |                                        |                              |               |                     |
| 16 giugno | Triple A Championships 1940 Saint Louis, USA Singolare - Doppio                 | Frank Kovacs 6-2 6-4 7-5               | Frank Andrew Parker          |               |                     |
| 16 giugno | Triple A Championships 1940 Saint Louis, USA Singolare - Doppio                 |                                        |                              |               |                     |
| 16 giugno | Middle States Championships 1940 Filadelfia, USA Singolare - Doppio             | Gillespie                              | non conosciuta (bandiera)    |               |                     |
| 16 giugno | Middle States Championships 1940 Filadelfia, USA Singolare - Doppio             |                                        |                              |               |                     |
| 16 giugno | Southern Championships 1940 Charlotte, USA Singolare - Doppio                   | Bryan Grant 9-7 6-2 6-4                | Archie Henderson             |               |                     |
| 16 giugno | Southern Championships 1940 Charlotte, USA Singolare - Doppio                   |                                        |                              |               |                     |
| 23 giugno | U.S. Men's Clay Court Championships 1940 Chicago, USA Singolare - Doppio        | Don McNeill 6-1 6-4 6-8 6-3            | Bobby Riggs                  |               |                     |
| 23 giugno | U.S. Men's Clay Court Championships 1940 Chicago, USA Singolare - Doppio        | Robert Harman Robert Peacock           |                              |               |                     |
| 30 giugno | Tri-State Championships 1940 Cincinnati, USA Terra rossa Singolare - Doppio     | Bobby Riggs 11-9 6-2 4-6 6-8 6-1       | Arthur Marx                  |               |                     |
| 30 giugno | Tri-State Championships 1940 Cincinnati, USA Terra rossa Singolare - Doppio     | Bobby Riggs Charles Hare 6-4, 8-6, 6-4 | Ronald Lubin Frank Froehling |               |                     |

### Luglio
| Settimana | Torneo                                                                        | Vincitore                               | Finalista                | Semifinalisti | Eliminati ai quarti |
| --------- | ----------------------------------------------------------------------------- | --------------------------------------- | ------------------------ | ------------- | ------------------- |
| 1º luglio | New Jersey State Championships 1940 New Jersey, USA Singolare - Doppio        | Elwood Cooke 6-2 7-5 6-4                | Harold Surface           |               |                     |
| 1º luglio | New Jersey State Championships 1940 New Jersey, USA Singolare - Doppio        |                                         |                          |               |                     |
| 7 luglio  | Nassau Bowl 1940 Glen Cove, USA Singolare - Doppio                            | Frank Kovacs 6-4 6-2 3-6 4-6 6-4        | Elwood Cooke             |               |                     |
| 7 luglio  | Nassau Bowl 1940 Glen Cove, USA Singolare - Doppio                            |                                         |                          |               |                     |
| 12 luglio | Canadian Championships 1940 Toronto, Canada Singolare - Doppio                | John McDiarmid 6-1 7-5 6-2              | Lewis Duff               |               |                     |
| 12 luglio | Canadian Championships 1940 Toronto, Canada Singolare - Doppio                | Phil Pearson Ross Wilson 11-9, 6-3, 6-3 | Don McDiarmid Lewis Duff |               |                     |
| 13 luglio | Eastern Slope Golden Racquet 1940 North Conway, USA Singolare - Doppio        | Frank Kovacs 6-4 6-1 8-6                | Seymour Greenberg        |               |                     |
| 13 luglio | Eastern Slope Golden Racquet 1940 North Conway, USA Singolare - Doppio        |                                         |                          |               |                     |
| 15 luglio | Spring Lake Invitation 1940 Spring Lake, USA Singolare - Doppio               | Frank Andrew Parker 6-1 6-3 6-4         | Gardnar Mulloy           |               |                     |
| 15 luglio | Spring Lake Invitation 1940 Spring Lake, USA Singolare - Doppio               |                                         |                          |               |                     |
| 15 luglio | New York State Championships 1940 New York, USA Singolare - Doppio            | Don McNeill                             | Frank Guernsey           |               |                     |
| 15 luglio | New York State Championships 1940 New York, USA Singolare - Doppio            |                                         |                          |               |                     |
| 15 luglio | Western Championships 1940 Indianapolis, USA Terra rossa Singolare - Doppio   | Bobby Riggs 6-3 6-1 6-2                 | Welby van Horn           |               |                     |
| 15 luglio | Western Championships 1940 Indianapolis, USA Terra rossa Singolare - Doppio   |                                         |                          |               |                     |
| 21 luglio | Eastern Clay Court Championships 1940 Jackson Heights, USA Singolare - Doppio | Frank Andrew Parker 6-2 7-5 6-1         | Frank Kovacs             |               |                     |
| 21 luglio | Eastern Clay Court Championships 1940 Jackson Heights, USA Singolare - Doppio |                                         |                          |               |                     |
| 21 luglio | Maryland State Championships 1940 Baltimora, USA Singolare - Doppio           | Don McNeill 9-7 6-3 6-2                 | Jack Kramer              |               |                     |
| 21 luglio | Maryland State Championships 1940 Baltimora, USA Singolare - Doppio           |                                         |                          |               |                     |
| 28 luglio | Seabright Invitational 1940 Seabright, USA Erba Singolare - Doppio            | Bobby Riggs 2-6 0-6 6-3 11-9 10-8       | Frank Kovacs             |               |                     |
| 28 luglio | Seabright Invitational 1940 Seabright, USA Erba Singolare - Doppio            |                                         |                          |               |                     |

### Agosto
| Settimana | Torneo                                                                  | Vincitore                    | Finalista    | Semifinalisti | Eliminati ai quarti |
| --------- | ----------------------------------------------------------------------- | ---------------------------- | ------------ | ------------- | ------------------- |
| agosto    | Missouri Valley Championships 1940 Saint Louis, USA Singolare - Doppio  | Frank Kovacs                 |              |               |                     |
| agosto    | Missouri Valley Championships 1940 Saint Louis, USA Singolare - Doppio  |                              |              |               |                     |
| 2 agosto  | Southampton Invitation 1940 Southampton, USA Singolare - Doppio         | Frank Kovacs 6-4 7-9 6-4 6-2 | Bobby Riggs  |               |                     |
| 2 agosto  | Southampton Invitation 1940 Southampton, USA Singolare - Doppio         |                              |              |               |                     |
| 11 agosto | Eastern Grass Court Championships 1940 Rye, USA Erba Singolare - Doppio | Bobby Riggs 6-2 3-6 7-5 6-4  | Don McNeill  |               |                     |
| 11 agosto | Eastern Grass Court Championships 1940 Rye, USA Erba Singolare - Doppio |                              |              |               |                     |
| 18 agosto | Newport Casino Trophy 1940 Newport, USA Singolare - Doppio              | Don McNeill 9-7 6-2 6-4      | Frank Kovacs |               |                     |
| 18 agosto | Newport Casino Trophy 1940 Newport, USA Singolare - Doppio              |                              |              |               |                     |

### Settembre
| Settimana    | Torneo                                                                           | Vincitore                               | Finalista                     | Semifinalisti | Eliminati ai quarti |
| ------------ | -------------------------------------------------------------------------------- | --------------------------------------- | ----------------------------- | ------------- | ------------------- |
| settembre    | Southern Transvaal Championships 1940 Johannesburg, Sudafrica Singolare - Doppio | Eric Sturgess 6-1 3-6 6-4 6-3           | Norman Farquharson            |               |                     |
| settembre    | Southern Transvaal Championships 1940 Johannesburg, Sudafrica Singolare - Doppio |                                         |                               |               |                     |
| 9 settembre  | U.S. National Championships 1940 New York, USA Erba Singolare - Doppio           | Don McNeill 4-6 6-8 6-3 6-3 7-5         | Bobby Riggs                   |               |                     |
| 9 settembre  | U.S. National Championships 1940 New York, USA Erba Singolare - Doppio           | Jack Kramer Ted Schroeder 6-4, 8-6, 9-7 | Gardnar Mulloy Henry Prussoff |               |                     |
| 22 settembre | Pacific Southwest Championships 1940 Los Angeles, USA Cemento Singolare - Doppio | Bobby Riggs 5-7 2-6 6-0 12-10 6-3       | Don McNeill                   |               |                     |
| 22 settembre | Pacific Southwest Championships 1940 Los Angeles, USA Cemento Singolare - Doppio |                                         |                               |               |                     |
| 29 settembre | U.S. Pro Tennis Championships 1940 Chicago, USA Terra rossa Singolare - Doppio   | Don Budge 6–3, 5–7, 6–4, 6–3            | Fred Perry                    |               |                     |
| 29 settembre | U.S. Pro Tennis Championships 1940 Chicago, USA Terra rossa Singolare - Doppio   | Don Budge Fred Perry                    | Bill Tilden Vincent Richards  |               |                     |

### Ottobre
| Settimana  | Torneo                                                                                 | Vincitore                    | Finalista                                                         | Semifinalisti | Eliminati ai quarti |
| ---------- | -------------------------------------------------------------------------------------- | ---------------------------- | ----------------------------------------------------------------- | ------------- | ------------------- |
| 7 ottobre  | Pacific Coast Championships 1940 Berkeley, USA Cemento Singolare - Doppio              | Bobby Riggs 6-4 2-6 6-2 6-2  | Frank Kovacs                                                      |               |                     |
| 7 ottobre  | Pacific Coast Championships 1940 Berkeley, USA Cemento Singolare - Doppio              |                              |                                                                   |               |                     |
| 13 ottobre | Hot Springs Fall Championships 1940 Hot Springs, USA Singolare - Doppio                | Gilbert Hall                 | Alex Guerry                                                       |               |                     |
| 13 ottobre | Hot Springs Fall Championships 1940 Hot Springs, USA Singolare - Doppio                |                              |                                                                   |               |                     |
| 20 ottobre | Pacific Coast Invitational 1940 (Ambassador Hotel) Los Angeles, USA Singolare - Doppio | Ben Gorchakoff Round Robin   | Bill Tilden Lester Stoefen Keith Gledhill John Nogrady Fred Perry |               |                     |
| 20 ottobre | Pacific Coast Invitational 1940 (Ambassador Hotel) Los Angeles, USA Singolare - Doppio |                              |                                                                   |               |                     |
| 27 ottobre | Philippines International Championships 1940 Manila, Filippine Singolare - Doppio      | Felicisimo Ampon 6-2 6-2 6-3 | Amado Sanchez                                                     |               |                     |
| 27 ottobre | Philippines International Championships 1940 Manila, Filippine Singolare - Doppio      |                              |                                                                   |               |                     |

### Novembre
| Settimana   | Torneo                                                                                | Vincitore                                           | Finalista                 | Semifinalisti             | Eliminati ai quarti |
| ----------- | ------------------------------------------------------------------------------------- | --------------------------------------------------- | ------------------------- | ------------------------- | ------------------- |
| 20 novembre | New South Wales Championships 1940 Sydney, Australia Singolare - Doppio               | John Bromwich 6-3, 4-6, 10-8, 6-8, 6-1              | Adrian Quist              | Dinny Pails Jack Crawford |                     |
| 20 novembre | New South Wales Championships 1940 Sydney, Australia Singolare - Doppio               | John Bromwich Adrian Quist 6-3, 4-6, 10-8, 6-8, 6-1 | Jack Crawford Dinny Pails | Dinny Pails Jack Crawford |                     |
| 23 novembre | Argentina International Championships 1940 Buenos Aires, Argentina Singolare - Doppio | Don McNeill 8-6 4-6 6-0 6-3                         | Elwood Cooke              |                           |                     |
| 23 novembre | Argentina International Championships 1940 Buenos Aires, Argentina Singolare - Doppio |                                                     |                           |                           |                     |

### Dicembre
| Settimana   | Torneo                                                                         | Vincitore                | Finalista      | Semifinalisti | Eliminati ai quarti |
| ----------- | ------------------------------------------------------------------------------ | ------------------------ | -------------- | ------------- | ------------------- |
| 22 dicembre | Oklahoma State Indoor Championships 1940 Oklahoma City, USA Singolare - Doppio | Frank Kovacs 6-4 7-9 6-4 | Bobby Riggs    |               |                     |
| 22 dicembre | Oklahoma State Indoor Championships 1940 Oklahoma City, USA Singolare - Doppio |                          |                |               |                     |
| 31 dicembre | Sugar Bowl Invitation 1940 New Orleans, USA Singolare - Doppio                 | Bobby Riggs 6-2 7-5 6-0  | Gardnar Mulloy |               |                     |
| 31 dicembre | Sugar Bowl Invitation 1940 New Orleans, USA Singolare - Doppio                 |                          |                |               |                     |